# Phrynovelia
Phrynovelia is een geslacht van wantsen uit de familie van de Mesoveliidae (Bladlopers). Het geslacht werd voor het eerst wetenschappelijk beschreven door Horváth in 1915.

## Soorten
Het genus bevat de volgende soorten:
- Phrynovelia bimaculata Malipatil & Monteith, 1983
- Phrynovelia caledonica Malipatil & Monteith, 1983
- Phrynovelia papua Horváth, 1915
- Phrynovelia philippinensis Zettel, 2004